# Madrid Jazz Festival
Das Madrid Jazz Festival ist ein internationales Jazz-Festival, das seit 1981 in Madrid im November bis Anfang Dezember stattfindet.
Veranstaltungsorte sind verschiedene Theater (wie Teatro Fernán Gómez, dem Hauptort, dem Teatro Conde Duque, Teatro Circo Price), Konzertsäle (wie das Auditorio Nacional), ausländischen Kulturinstituten und Kulturzentren sowie Clubs in Madrid.
2011 traten unter anderem auf Pat Metheny, Randy Weston, Brad Mehldau zusammen mit Joshua Redman, Madeleine Peyroux, Roy Haynes, Fred Hersch und das Gitarren Duo Rodrigo y Gabriela.
2012 (im Jahr des 29. Festivals) traten unter anderem auf Paolo Fresu und Omar Sosa, ein Miles Smiles Tribute an Miles Davis (von Wallace Roney, Omar Hakim, Rick Margitza, Ralphe Armstrong und Larry Coryell), Tommy Emmanuel mit Antonio Rey, Paquito D’Rivera, Robben Ford, Stacey Kent, die Cowboy Junkies und Ray Lema.
2017 kamen Dee Dee Bridgewater, Ron Carter, Jorge Pardo, Jean Luc Ponty, Joe Louis Walker, Mulatu Astatke, Chris Potter, James Carter, Bill Frisell, Moisés P. Sánchez, Kyle Eastwood, Steve Coleman und Philip Catherine.
2018 präsentierten sich das Art Ensemble of Chicago, David Murray, Billy Cobham, Regina Carter, Michel Camilo, Stacey Kent, Ximo Tebar, Stefano Bollani, Pablo Martín Caminero und Richard Bona.
2019 eröffnete Herbie Hancock, gefolgt von Myra Melford, Nubya Garcia, Joe Lovano, Marc Ribot, Mina Agossi, David Virelles, Maher Beauroy, Peter Brötzmann und Heather Leigh.
2020 blieben aufgrund der Pandemie internationale Gäste aus. Zu erleben waren Tino di Geraldo, Javier Colina, Josemi Carmona, Antonio Serrano, Borja Barrueta, David Dorantes, Daniel García, María Toro, Suso Saiz, Ernesto Aurignac, Martirio und Chano Domínguez.